# Автомобільна вулиця (Сіверськодонецьк)
Ву́лиця Автомобі́льна — вулиця у Сіверськодонецьку. Довжина 890 метрів. Починається від вулиці Богдана Хмельницького, перетинає Гвардійський проспект і вулицю Миколи Леонтовича. Закінчується на перетині з вулицею Молодіжною. Забудована багатоповерховими житловими будинками.